# Michal Sadílek
Michal Sadílek (Uherské Hradiště, 31 de mayo de 1999) es un futbolista checo que juega en la demarcación de centrocampista para el S. K. Slavia Praga de la Liga de Fútbol de la República Checa.

## Biografía
Tras empezar a formarse como futbolista en el 1. FC Slovácko y en las filas inferiores del PSV Eindhoven, finalmente en 2016 ascendió al segundo equipo. Hizo su debut el 4 de noviembre de 2016 contra el Helmond Sport. En 2018 subió al primer equipo, haciendo su debut el 26 de septiembre de 2018 contra el Excelsior Maassluis en la Copa de los Países Bajos. Dos años después fue cedido al F. C. Slovan Liberec de su país para tener más minutos. En agosto de 2021 volvió a ser prestado, aunque en esta ocasión se quedó en los Países Bajos ya que su destino fue el F. C. Twente. Se quedó en el equipo tras la cesión y firmó un contrato de dos años. Se marchó en junio de 2025, tras haber jugado con ellos más de cien partidos en la Eredivisie, para volver a la República Checa después de firmar por el S. K. Slavia Praga hasta 2028.

## Selección nacional
El 4 de junio de 2021, tras haber sido convocado para la Eurocopa 2020, debutó con la selección de la República Checa en un amistoso ante Italia que perdieron por 4-0.

### Participaciones en Eurocopas
| Copa          | Sede   | Resultado        | Partidos | Goles |
| ------------- | ------ | ---------------- | -------- | ----- |
| Eurocopa 2020 | Europa | Cuartos de final | 1        | 0     |

## Clubes
| Club                          | País            | Año       | Partidos | Goles |
| ----------------------------- | --------------- | --------- | -------- | ----- |
| Jong PSV                      | Países Bajos    | 2016-2020 | 11       | 0     |
| PSV Eindhoven                 | Países Bajos    | 2018-2020 | 40       | 2     |
| F. C. Slovan Liberec (cedido) | República Checa | 2020-2021 | 31       | 6     |
| F. C. Twente                  | Países Bajos    | 2021-2025 | 122      | 7     |
| S. K. Slavia Praga            | República Checa | 2025-     |          |       |